# ボグスワフ・シェッフェル
ボグスワフ・シェッフェル（Bogusław Schäffer/Schaeffer, 1929年6月6日 - 2019年7月1日）は、ポーランドの作曲家、演奏家、劇作家、画家、音楽学者、教師。作曲作品は600作を超え、そのうちの300作以上を1990年以降に作曲し、44作以上に及ぶ彼の戯曲は16か国語に翻訳された多作家であった。彼より年長のポーランドの作曲家ステファン・キシェレフスキから「ポーランドの現代音楽の父」と称えられた。

## 人物
1929年に、ポーランド領であったルヴフ（現ウクライナ・リヴィウ）で生まれる。アルトゥール・マラフスキに作曲を師事、ズジスワフ・ヤヒメツキに音楽学を師事。後年にはルイージ・ノーノにも短期間師事している。

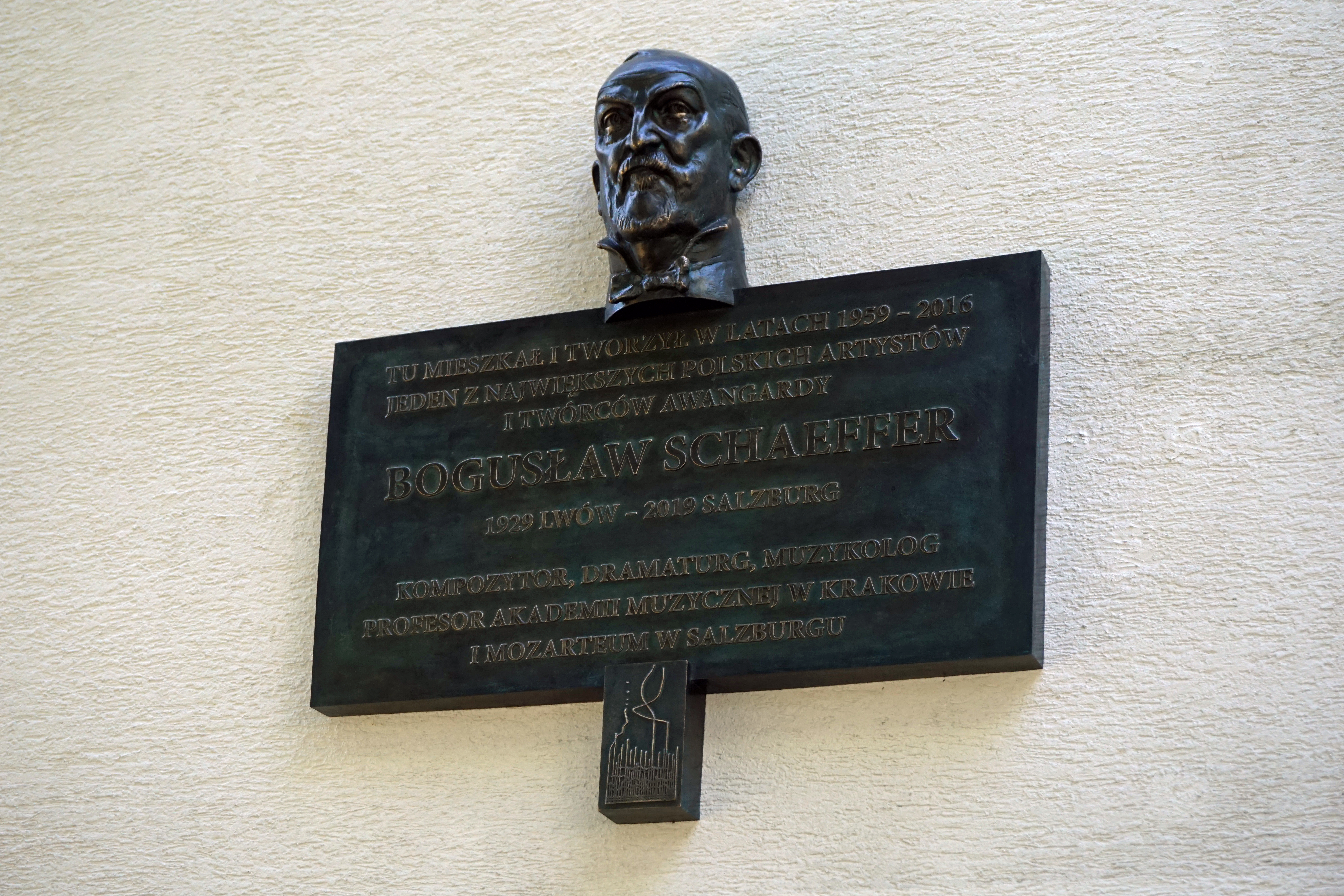
記念碑、アパート「オシエドレ・コロロヴェ4」、芸術家が住み、創作した場所。2025年に除幕。

15歳から作曲をはじめ、17歳から作品リストが始まった。ヴィトルト・ルトスワフスキ、クシシュトフ・ペンデレツキ、グループ49と並ぶポーランド楽派の中心人物であった。クラクフの音楽アカデミーで教えた後はオーストリアに移住し、モーツァルテウムで作曲の教授を2000年まで務めた。ベルント・リヒャルト・ドイチュを含め、作曲の弟子は世界中に数多い。1999年から2002年には、アンジェイ・パヌフニク国際作曲コンクールの審査員長を務めており、2014年まで世界中を劇作家あるいは作曲家として駆け巡った。ポーランド音楽出版社刊『作曲概論』は前衛の時代を隈なく解説した良著として著名である。1993年より2014年まで「アヴァンギャルド・チロル」を開講し、世界中から集う色とりどりの若手作曲家たちからの刺激を受けた彼は「若手作曲家に課したノルマと同じ条件で、自らも新作を作曲する」謙虚な姿勢を毎年のように見せ、レイレイ・チャンを含む多くの新人作曲家を巣立たせた。
老齢になっても自作自演に積極的で、2003年5月には、かつての同僚であったサクソフォーン奏者アンジェイ・ジムコフスキと作曲者自身のピアノでデュオリサイタルを開き、そのための作品を全曲新たに書き下ろした。2006年にはワルシャワで、ボグスワフ・シェッフェル60年の作家人生を称えるコンサートが開かれ、1時間近くにも及ぶ「ピアノと電子メディアのためのグランドソナタ」を自作自演していた。2007年に、大芸術家勲章をザルツブルク市より授与。2009年に80歳記念のイヴェントが国内外で祝われ、その年にも「弦楽四重奏曲第17番 (2006)」を発表しており創作意欲はこの時点においても旺盛であった。2012年まで、新作を作曲していたことが明らかになっている。

## 作風
「不屈の永久革新性」、「未だ汲み尽くされていない可能性」が彼の作曲思想の源泉であり、「明日聴かれる音楽は、今日書かなければならない」という信念に従って作曲し続けた。創作初期から協奏曲を最も得意としており、ピアノ、ヴァイオリン、サクソフォーンを使ったものが多い。1979年以降は「俳優、パントマイムダンサー、バレリーナ、二人のピアニスト、ヴァイオリン、フルート、サクソフォンのための実験音楽劇 TIS MW2 (1963)」のような「音楽外イヴェント」をやめ通常の編成のための音楽に戻ったが、「ペダルハープとアイリッシュハープを持つ独奏者と室内オーケストラのためのハープ協奏曲第1番 (2001)」や「ヴィブラフォンと小さな打楽器群を操る奏者と室内オーケストラのためのヴィブラフォン協奏曲 (2001)」、「DESEFヴァイオリンとGASABヴァイオリンとヴァイオリンを演奏する独奏ヴァイオリン奏者と室内オーケストラのためのヴァイオリン協奏曲第4番 (2003)」、「声、ピアノ、コントラバス、打楽器のためのVOPICOPE (2007)」、「ピアノと42人編成のオーケストラのためのBlues第7番 (2004)」のように前衛の世代ならではの図形楽譜による書式を引退まで手放すことはなかった。その一方、確定楽譜による作品もある。
全作品及び著作集はザルツブルクのCollsch Editionから自費出版されていた。本人が他国へ自作の楽譜や著書を寄贈することがよくあり、世界各国の図書館や音楽資料室で彼の出版社「Collsch Edition」を見かけることは珍しくない。
バルバラ・ドブレツベルガー、ヤドヴィガ・ホドル、ルドミラ・スタヴォヴィ、ヨアンナ・ザヨンツ等により、研究書が刊行されている。『作曲概論』は中国語版と韓国語版が存在するが、参照された楽譜例の中に黛敏郎の作品があるにもかかわらず日本語版はついに出版されることはなかった。ポーランド音楽出版社のカタログからもこの本は2000年には消滅している。

## 関連文献
- Muzyka, teatr i filozofia Bogusława Schaeffera ヨアンナ・ザヨンツ著[32]
- Filozofia kultury Bogusława Schaeffera ヤドヴィガ・ホドル著[33]
- GRAFIKI BOGUSŁAWA SCHAEFFERA ヤドヴィガ・ホドル著[34]
- 近年のシェッフェルの音楽 ヤドヴィガ・ホドル著[35]
- ボグスワフ・シェッフェル・アンソロジー マグダ・ロマンスカ編集 Oberon Books ISBN 978-1-84943-4-645
- ボグスワフ・シェッフェル戯曲集 Artur Grabowski, Anna Szymonik, Jacek Kopciński編集[36]